# Saint Alexis mourant
Saint Alexis mourant est une huile sur toile de Pierre de Cortone exécutée vers 1638 qui se trouve à l'église des Oratoriens (chiesa dei Girolamini) de Naples, dans la chapelle Saint-Alexis.

## Histoire et description
Le tableau est commandé en 1638 par Anna Colonna épouse de Taddeo Barberini, neveu du pape Urbain VIII, et donné plus tard aux oratoriens de Naples avec d'autres objets précieux et reliques. La famille Barberini était particulièrement dévote envers saint Alexis à tel point que le théâtre de leur palais fut inauguré avec un drame sacré sur la vie de saint Alexis, écrit par Giulio Rospigliosi  avec une scénographie du même Pierre de Cortone. Anna Colonna était profondément liée à la personne de saint Philippe (fondateur des oratoriens) dont elle possédait un petit ossement inséré dans un reliquaire d'Alessandro Algardi, donné ensuite à l'Oratoire de Naples. Pierre de Cortone était aussi très dévoué à la puissante famille Barberini et aux oratoriens romains ; c'est lui qui compose les fresques entre 1633 et 1639 de la galerie du palazzo Barberini et en 1633 il travaille pour la sacristie  de l'église Santa Maria della Vallicella de Rome, siège de l'Oratoire de saint Philippe Néri ; il y retourne entre 1648 et 1665, afin de participer à la décoration de l'église.
Le tableau de l'église des Oratoriens de Naples représente saint Alexis mourant accueilli par des anges pendant qu'il tient une lettre en main. Alexis est un patricien romain qui vécut entre le IVe siècle et le Ve siècle et qui quitta sa famille pour vivre en pénitence ; au moment de mourir, il retourna auprès des siens qui ne le reconnurent seulement que grâce à la lettre qui leur était adressée.
Pierre de Cortone, l'un des plus grands représentants du baroque italien, rend la scène avec des couleurs chaudes et intenses, un pinceau vibrant donnant un sens intime de mouvement et démontrant par là qu'il avait bien assimilé la leçon des Vénitiens, ou bien des Carrache et du Corrège, et même de ses contemporains Rubens et Le Bernin.
Le tableau fut installé dans une chapelle privée de patronat, et terminée à l'économie par les pères oratoriens avec des décorations de bois et de stuc imitant le marbre. Mario Borrelli rapporte la transcription des documents relatifs à un contrat de concession de patronat de la chapelle à Francesco Solimena de la part des oratoriens, dans lequel le peintre napolitain s'engage à embellir la chapelle et à peindre des tableaux lui étant destinés ; l'absence de blason de famille et la présence de peu de mobilier laissent présumer que le contrat ne fut pas conclu ou qu'il fut résolu par les parties.

## Source de la traduction
- (it) Cet article est partiellement ou en totalité issu de l’article de Wikipédia en italien intitulé « Sant'Alessio morente (Pietro da Cortona) » (voir la liste des auteurs).